# Zastrzelenie Trayvona Martina

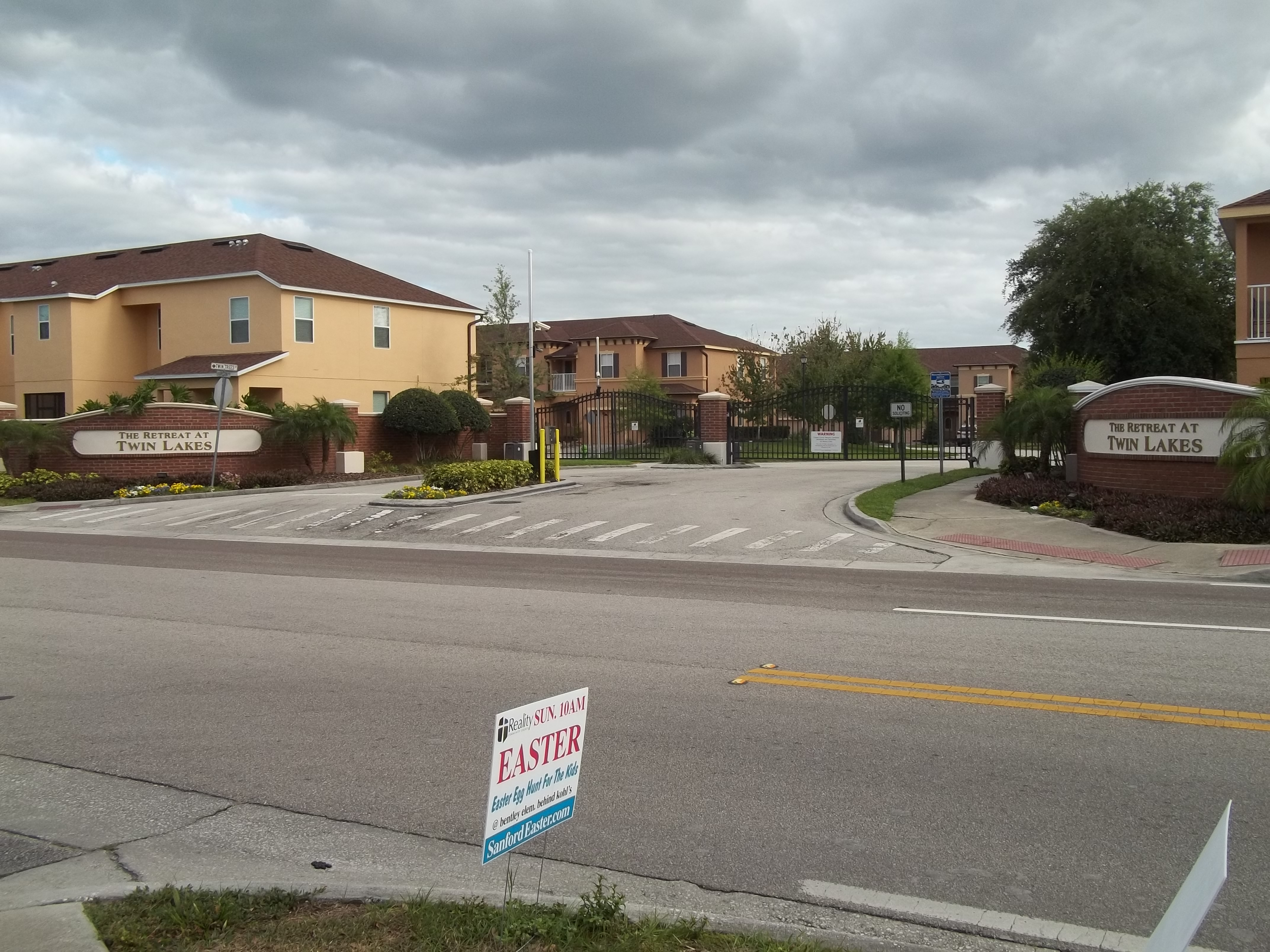
Osiedle, na którym doszło do postrzelenia

Zastrzelenie Trayvona Martina – przypadek śmiertelnego postrzelenia nastoletniego Afroamerykanina, Trayvona Martina, w nocy z 26 na 27 lutego 2012 roku przez wówczas 28-letniego Latynosa, George’a Zimmermana. Do tragicznego zdarzenia doszło w Sanford na Florydzie. Wydany w lipcu 2013 r. wyrok uniewinniający Zimmermana wywołał liczne protesty w całym kraju, a w samym postrzeleniu dopatrywano się motywów rasistowskich.

## Tło
Zdarzenie poprzedził wysyp przestępstw popełnionych na strzeżonym osiedlu w Sanford na Florydzie. Dziesiątki doniesień o próbach włamania wytworzyły wśród mieszkańców atmosferę strachu, toteż we wrześniu 2011 roku zorganizowano ochotniczą straż sąsiedzką. Koordynatorem programu został wówczas George Zimmerman. W przeciągu pół roku przed zastrzeleniem Martina, Zimmerman siedem razy wykonywał połączenia alarmowe na numer policji, z czego w pięciu rozmowach zgłaszał podejrzanie wyglądających mężczyzn spacerujących w okolicy.

## Zdarzenie
W nocy 26 lutego 2012 r. Zimmerman, zauważywszy Martina kręcącego się między domami osiedla, kilka minut po godzinie siódmej zadzwonił do dyżurnego policji w Sanford, któremu zgłosił fakt zaobserwowania obcej, podejrzanie wyglądającej osoby. Po rozmowie z dyspozytorem, który prosił rozmówcę o niepodejmowanie działań, doszło do bezpośredniego spotkania Martina i Zimmermana. Między mężczyznami doszło do bójki, w wyniku której Martin został zastrzelony – według Zimmermana – w obronie własnej.
Policja, wezwana wcześniej telefonicznie przez Zimmermana, przyjechała dwie minuty po wystrzale. Na miejscu okazało się, że śmiertelnie postrzelony Martin nie miał przy sobie broni. Mający obrażenia głowy Zimmerman został zatrzymany i przesłuchiwany na posterunku przez pięć godzin, po czym został zwolniony do domu ze względu na brak dowodów obalających jego wersję wydarzeń.
Zakres dopuszczalnej samoobrony w USA zależy od regulacji poszczególnych stanów. Prawo Florydy zabrania aresztowania kogokolwiek za działanie w obronie własnej, w imię zasady „Stand Your Ground Law” dopuszczającej użycie siły w przypadku poczucia się zagrożonym.

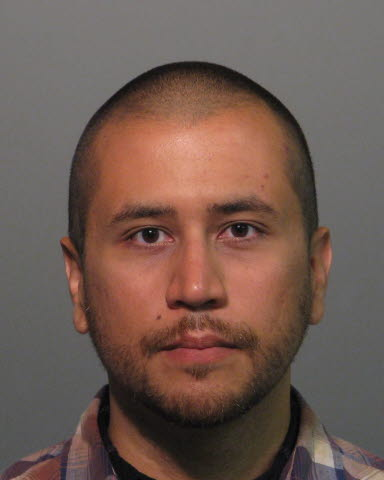
George Zimmerman, koordynator ochotniczej straży sąsiedzkiej w Sanford (Floryda) na Florydzie
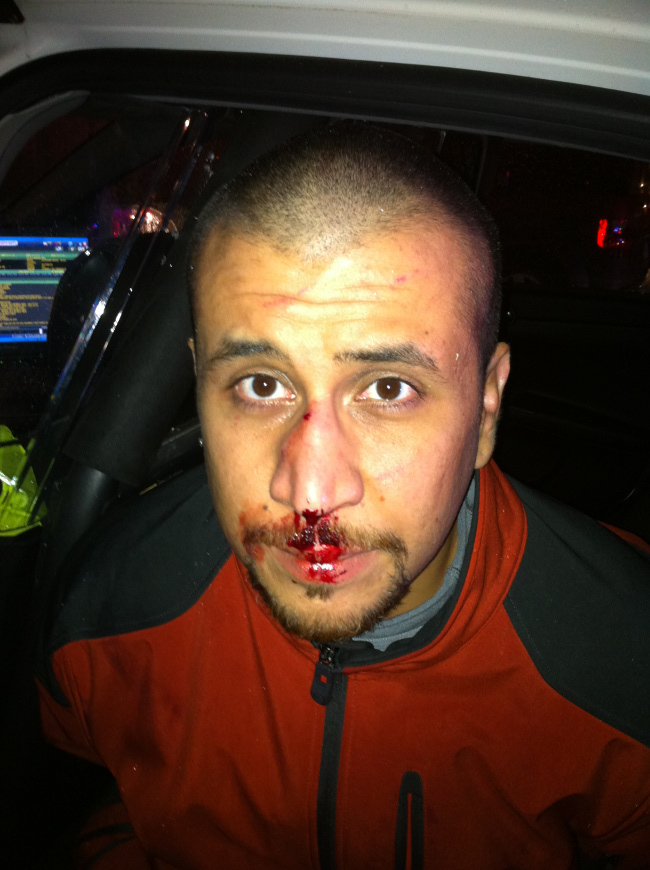
Zakrwawiony George Zimmerman chwilę po zdarzeniu
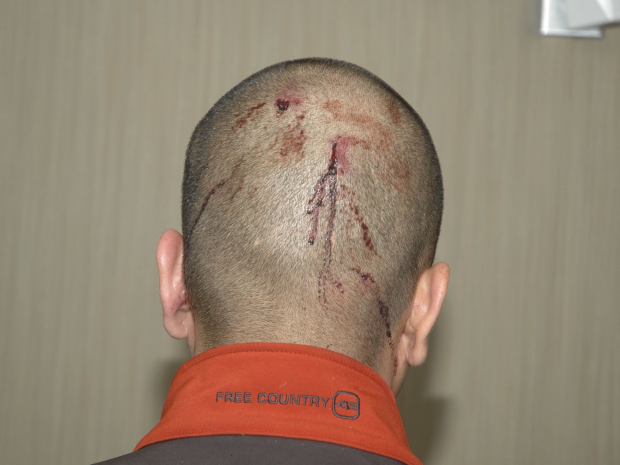
Tył głowy George’a Zimmermana kilkadziesiąt minut po zdarzeniu

## Reakcje

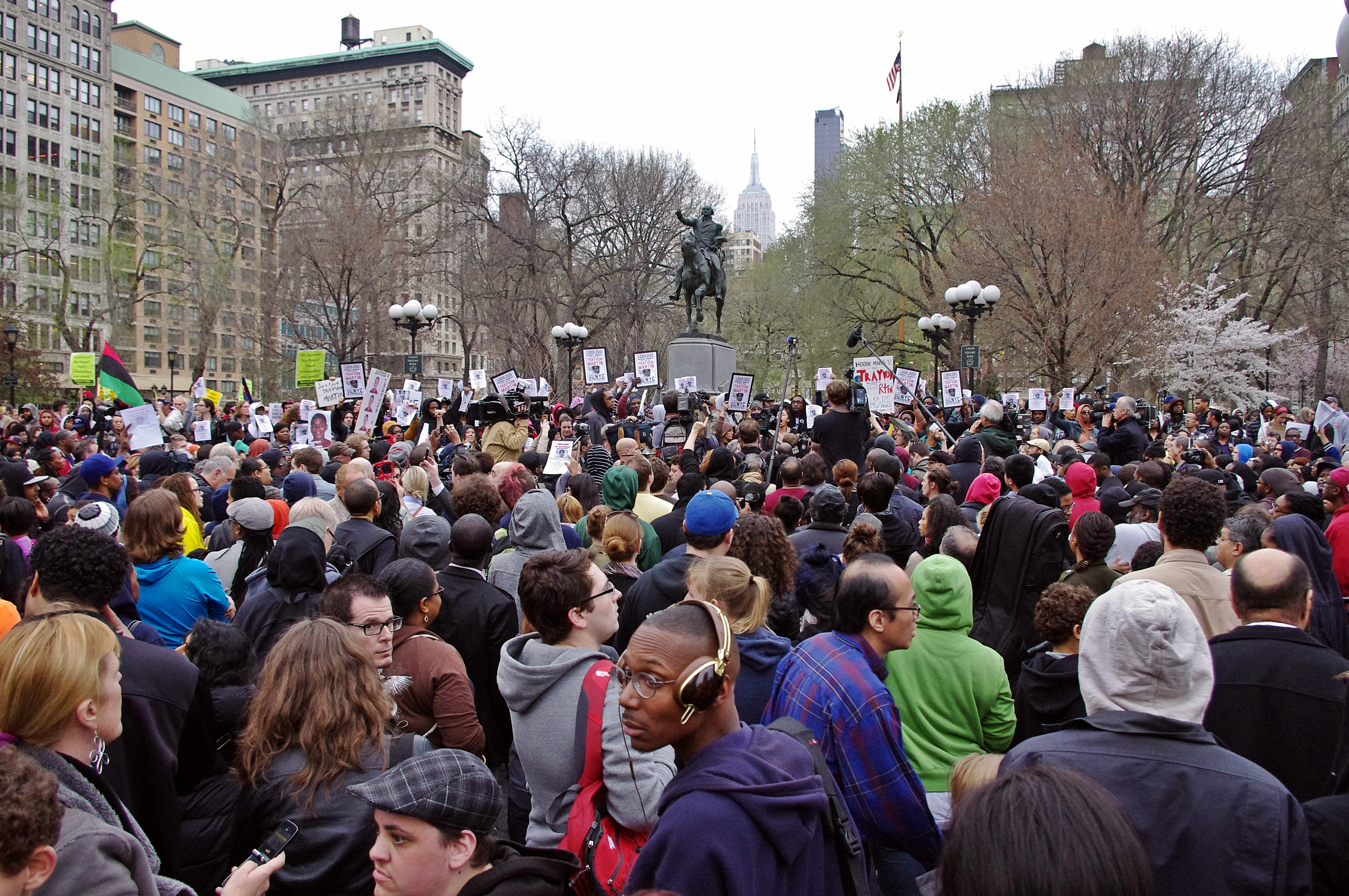
Protestujący w sprawie Zimmermana na Manhattanie

Po zdarzeniu Zimmerman został skrytykowany przez rodzinę zabitego za jego śledzenie z bronią palną. Jak poinformował szef policji Sanford, Bill Lee, ochotnicy straży sąsiedzkiej nie są zachęcani do posiadania broni palnej, jednak mają do tego konstytucyjne prawo. Organizacje afroamerykańskie uznały, że Zimmerman działał z pobudek rasistowskich. Protesty w USA przybierały na sile, a pod internetową petycją wzywającą do aresztowania Zimmermana podpisało się 2,2 miliona osób. Według manifestujących, Martin padł ofiarą „rasistowskiego systemu”. Jako że Martin w chwili postrzelenia miał na sobie bluzę, protestujący używali tej części garderoby jako symbolu. Podobnie jak cukierki Skittles i puszki Arizona Iced Tea, z którymi wracał on ze sklepu. W sprawie Zimmermana głos zabrał nawet prezydent Barack Obama: Gdy Trayvon Martin został zastrzelony to powiedziałem wówczas, że to mógłby być mój syn, to mógłbym być również ja 35 lat temu.
W obronie sprawcy stanął jego ojciec - Robert Zimmerman, który w liście otwartym z 15 marca 2012 r. zaznaczył, że George jako Latynos sam nie jest biały. Co więcej, według rodziny, niektórzy jego krewni są czarni. Z kolei prawnik oskarżonego, Craig Sonner zaznaczył, że George Zimmerman opiekował się dawniej grupą czarnoskórej młodzieży.

## Kwestia koloru skóry sprawcy
Wstępny raport policji ze strzelaniny opisywał Zimmermana jako białego. Podobnież wczesne doniesienia medialne relacjonujące sprawę charakteryzowały podejrzanego jako białego. Dopiero ojciec Zimmermana w oświadczeniu opublikowanym na łamach Orlando Sentinel zidentyfikował swojego syna z mniejszością hiszpańskojęzyczną. Wtedy też niektóre media określały Zimmermana jako „białego Latynosa”, co wywołało dyskusję nad użytym terminem. Rush Limbaugh i Bernard Goldberg oskarżyli media o przeinaczanie faktów i celowe nadawanie sytuacji wydźwięku rasowego. Michael Getler z PBS, po fali krytyki związanej z określeniem Zimmermana jako „białego” zasugerował, że najlepszym sposobem w przyszłych relacjach będzie po prostu zaprezentowanie wizerunku bez próby opisania koloru skóry.

## Proces
Proces George’a Zimmermana ruszył w czerwcu 2013 roku. W skład tylko pierwszej rundy dowodów weszło 67 płyt kompaktowych, lista świadków obejmująca 50 stróżów prawa, 28 oficerów z Departamentu Policji Sanford, techników policyjnych, 28 cywilów, członków rodzin Martina oraz przyjaciół i ojca Zimmermana. Dowodami były także ślady po wystrzale: odciski palców na broni palnej, nagrania audio i wideo, fotografie, zeznania świadków, wyniki badań kryminalistycznych, raport z sekcji zwłok Martina, odzież oskarżonego, próbki DNA, dokumentacja medyczna, nagrania połączeń z numerem alarmowym oraz bilingi telefonii komórkowej.
Prokurator rozpoczął swoją mowę cytując oskarżonego, który miał powiedzieć „pieprzone gnojki, dupki, które zawsze uciekają”. Według prokuratora Johna Guya, to Zimmerman zaatakował nieuzbrojonego nastolatka, który wracał do domu ze sklepu. Oskarżyciel chciał uznania Zimmermana winnym morderstwa drugiego stopnia. W lipcu 2013 roku, po 16 i pół godzinie obradowania nad wyrokiem, oskarżony został uniewinniony od zarzucanych czynów. Po ogłoszeniu werdyktu wzmogły się kilkusetosobowe manifestacje w wielu miastach USA, nie wyłączając Waszyngtonu, Nowego Jorku, Los Angeles, San Francisco, Chicago i Miami. Niektórzy protestujący wybijali szyby i dewastowali policyjne samochody. W Oakland w Kalifornii spalono amerykańską i kalifornijską flagę.